# Abu-Xujà Àhmad ibn Abd-Al·lah
Abu-Xujà Àhmad ibn Abd-Al·lah al-Kujastaní fou un militar del segle ix al Khurasan, nascut a Kujistan (Badgis al nord-est d'Herat) i mort el 882. Originalment sembla que fou un portador d'ases però després es va decantar cap a la carrera militar llegint els versos d'un poeta persa de nom Hanzala al-Badgisí.
Era un dels senyors locals o ayyars que va estar al servei del tahírida Muhàmmad ibn Tàhir ibn Abd-Al·lah ibn Tàhir Dhi-l-Yaminayn (862-873) i va arribar a un alt comandament adquirint notable fama. El 873 la capital tahírida Nixapur fou ocupada per Yaqub I ibn al-Layth que hi va deixar com a governador a Uzayr ibn as-Sari. Inicialment es va sotmetre a Yakub però no va trigar a actuar de manera independent quan el safàrida va abandonar la província al cap de poc temps, gaudint del suport dels kharigites i de ghulams turcs i altres mercenaris.
Ibn al-Athir dona detalls dels fets a la província. Primer Àhmad ibn Abd-Al·lah va eliminar un comandant safàrida, Ibrahim ibn Xarkab, que era un rival destacat. El 875 es va apoderar de Nixapur i el 876 hi va proclamar a l'emir tahírida Muhàmmad ibn Tàhir ibn Abd-Al·lah ibn Tàhir Dhi-l-Yaminayn, que havia estat nomenat pel califa però que no va arribar a sortir de Bagdad per reclamar la seva capital. Llavors va proclamar al seu germà al-Hussayn ibn Tàhir, però es va haver de retirar de Nixapur. Va establir la seva base a Herat i va lluitar contra els seus rivals, Abu-Talha Mansur ibn Xarkab i Rafi ibn Hàrthama. Va retornar a Nixapur entre 878 i 879 i va combatre contra l'alida Hasan ibn Zayd al Gurgan. El 879 va morir Yaqub ibn al-Layth i el va succeir el seu germà Amr ibn al-Layth, més preocupat de consolidar el seu poder a Pèrsia meridional i a planejar atacs a l'Iraq, però el 880 va marxar contra Nixapur; Abu-Xujà Àhmad ibn Abd-Al·lah el va derrotar i va passar a l'ofensiva cap al Sistan i durant el 880 i el 881 va topar amb forta resistència a la capital Zarandj. El 880/881 va començar a emetre monedes en nom propi i a la khutba ja no s'esmentaven els tahírides i només el nom del califa i el seu propi. Va agafar el títol d'al-Wafi (El Verdader Servidor). Va combatre contra Abu Ṭalḥa Manṣur que operava al servei d'Amr, el qual l'havia nomenat com el seu subgovernador al Khurasan, i el va derrotar dues vegades en batalla i el 882 es va apoderar d'Herat i el Tukharistan però al mateix any fou assassinat a Šādyāḵ per un dels seus esclaus turcs subornat per Amr ibn al-Layth (juliol del 882). Les seves forces es van passar a Rafi ibn Hàrthama al qual el califa abbàssida va reconèixer com el seu representant a la província (que va mantenir la lluita fins al 896).